# Династија Ћинг
Династија Ћинг, понекад звана и Манџурска династија, представља последњу кинеску царску династију.
Њен оснивач је Нурхачи, манџурски велможа и вазал кинеских царева из династије Минг који се прогласио царем и наследником династије Ђин, која је владала северном Кином неколико векова раније. Године 1634. његов син Хуанг Таи-ђи је након смрти последњег монголског владара из династије Јуен покорио Монголију, а након тога и Кореју.
Године 1644. у Кини је избила велика побуна коју је искористила манџурска војска на челу с принцом Доргоном те пробила Кинески зид, освојила Пекинг и након осамнаест година установила власт над цијелом Кином.
У првим годинама династије Ћинг Кина се наставила ширити па су освојени Тибет и Тајван.
У 19. веку, Кина, која је по номиналним критеријумима била најбогатија и најјача држава на свету, суочила се с чињеницом да је значајно инфериорна западним силама. Ауторитет царске власти начет је срамним поразима у опијумским ратовима, што је довело до провале национализма међу Хан Кинезима који су Манџурску династију схватали као стране освајаче уместо властитих владара. У другој половини 19. века је против династије Ћинг покренут крвави Тајпиншки устанак, који је однео више живота од Првог светског рата.
Иако се династија Ћинг успела одржати, Кина је била битно ослабљена те је под владавином Циси наставила трпети поразе, од којих је најсрамнији био онај у рату с Јапаном 1894–1895. Народно незадовољство – усмерено како против династије, тако и против све већег утицаја западних сила –исказало се у Боксерском устанку године 1900. Кина је, одупирући се западној војној интервенцији, доживела још један велики војни пораз. Тај период кинеске историје остао је упамћен као Век понижења.

Године 1911. серија побуна против династије довела је до њеног збацивања, те је Кина године 1912. проглашена републиком.
Пу Ји, последњи цар манџурске династије, владао је од године 1931. до 1945. као цар државе Манџукуо под јапанском заштитом.

## Грађевинарство
Династија Ћинг (1616—1911) је била последња феудална династија у Кини. Грађевине у овом периоду су углавном следиле грађевински стил династије Минг, али су још префињеније.
Пекинг је у династији Ћинг остао главни град, његове грађевине углавном нису биле измењене. Имао је 20 великих градских капија. Од њих капија Џенг-јанг у унутрашњем граду је највеличанственија. Династија Ћинг је настављала да користи палату династије Минг, а у исто време подигла многе огромне императорске вртове као што су велелепне стара Летња палата и Летња палата. Грађевине подигнуте у ово време су почеле да користе и стакло. Подигнуте су грађанске стамбене куће у разноликим архитектонским стиловима.
Егзотичне тибетске ламаистичке грађевине су биле популарне у династији Ћинг. Оне су пробиле шаблоне из прошле династије и попримиле разноврсне форме. Примери за то су били ламаистички храм Хармонија и мир у Пекингу и низ храмова код Ченгдеа.
У позном периоду династије Ћинг, подигнуте су бројне нове зграде и са источним и са западним елементима.

## Одлике
Војна победа над Хан Кинезима није решила проблем како и на који начин владати Кином. Супериорност кинеске културе над културом освајача учинила је да цареви Ганг Си и Јунгџенг прихвате конфуцијанско насљеђе и да на тим основама развијају кинеско друштво. Манџурци су водили вешту политику и само тако су успели да се одрже; усвојили су кинеске обичаје и њихову традицију, увели једнакост Кинеза и Манџураца на високим владиним положајима, препустили Кинезима читаву општинску управу и већи део покрајинске управе. Понашали су се као да настављају дело кинеских династија и успели су за себе да вежу већину кинеских интелектуалаца. Кинеска политичка доктрина заснована на Конфучијевим начелима учи како би власт и одговорност требало да буду сједињене, те цар добива свој мандат од Бога тако да је његова власт апсолутна. У накнаду за то његова је дужност је да одржава друштвено устројство. Ако то не успе, оправдано избијају нереди и побуне, али не и законито. Свако министарство („колегиј”) састоји се од два председника, једног кнеза и два потпредседника. Али они не управљају крупним пословима. Битне одлуке владару предлаже „Државни савет” који се састоји од пет особа које се бирају међу председницима или потпредседницима министарстава. Династија је поред Државног савета задржала и „Велики секретаријат” и Цензорат, чији су чланови Кинези или Манџурци који су указивали на пропусте или грешке министара или чиновника. Догађало се да своје примедбе упуте и самом цару.
Кина је била подељена на 18 покрајина у којима су управитељи имали широка овлашћења. Они су понекад били потчињени поткраљу под чијом су влашћу биле окупљене две или три покрајине. Средишња власт се није мешала у живот покрајина. Овакав је систем дозвољавао претерану независност управитеља. Покрајине су подељене на округе и жупаније којима су управљали чиновници које је именовала влада. На селима се сачувала аутономија којој су старјешине именовале породице које су чиниле сеоско веће, а њега поставља шеф округа. Висину пореза који је требало да плати свака покрајина одређивала је влада: земљишни порез сразмерно годишњем производу земље и соларина, десетина наплаћивана у натури. Међутим, доходак од тих пореза био је намењен за расходе саме покрајине, а само су поједине богате покрајине морале плаћати доходак у заједнички фонд који се после делио сиромашнијим покрајинама.
Манџурска војска је била подељена у трупе и јединице. Бројала је око 300.000 људи од којих се трећина налазила у области око Пекинга, а остали су били размештени по касарнама у 11 покрајина. Свака покрајина је имала своју милицију под заповедништвом управитеља. Те су се трупе називале „Зелени стег” и бројале су до 400.000 људи до 1840. године. Ни манџурска војска, ни милиција, нису представљале озбиљну војну снагу. Недовољно наоружање им није дозвољавало да издрже борбу с европским силама.
Друштвена структура није олакшавала владину делатност. 4/5 становника су били сељаци који су најчешће располагали само малим делом земље. По градовима су живили и многобројни трговци који су успевали да произведу предмете потребне за свакодневни живот, али и уметничка дела. Трговци су имали важну улогу, поготово за унутрашњу размену у којој је речни промет надокнађивао недостатак копнених путева, премда они немају друштвеног утицаја. Трговци и занатлије су се организовали у цехове, а сељаци често у удружења ради заштите и одржавања брана. Цехови и удружења су била добровољна и поприлично равнодушна према политичким и националним питањима.
Постојале су две категорије племства. Прво племство је дворско манџурско племство повезано крвним везама, које је до деветог колена имало титуле принчева. То су били „царски род” у којему су мушки потомци првог манџурског цара примали годишњу пензију, али нису имали право јавне службе, а ретко и место у влади због честих сплетки. Друго племство је „даровано” (највећа је војводска титула) као награда за војне и грађанске услуге цару, а које су значиле доделу земље и пензије. То племство не чини сталеж и не поседује племићке повластице. Постојала је такође још једна класа којој нити једна друга није била слична, класа учењака. Она се одабирала путем „Царског испита” где су се међу ученима одређивали они који ће обављати судске и управне функције. Тај одабир, који је настао у 7. веку, је имао демократски облик који је опстао све до 19. века. Расправа о филозофској теми из кинеских класичних текстова, обликовање стихова и лепо писање су били важни делови испита. Природне науке нису биле заступљене међу предметима за испитно такмичење. Када се кандидатима давало да напишу историјски оглед, реч је била о кинеској историји. Влада, иако се није бавила организовањем наставе, придавала је велику важност испитним питањима. Класа чиновника које Европљани називају „мандарини” остали су привржени кинеским традиционалним схватањима како би одржали традицију.

### Историграфија
- Newby, L.J. (2011). „China: Pax Manjurica”. Journal for Eighteenth-Century Studies. 34 (4): 557—563. doi:10.1111/j.1754-0208.2011.00454.x.
- Ho, Ping-Ti (1967). „The Significance of the Ch'ing Period in Chinese History”. The Journal of Asian Studies. 26 (2): 189—195. JSTOR 2051924. doi:10.2307/2051924.
- —— (1998). „In Defense of Sinicization: A Rebuttal of Evelyn Rawski's 'Reenvisioning the Qing'”. The Journal of Asian Studies. 57 (1): 123—155. JSTOR 2659026. doi:10.2307/2659026.
- Rawski, Evelyn S. (1996). „Reenvisioning the Qing: The Significance of the Qing Period in Chinese History”. The Journal of Asian Studies. 55 (4): 829—850. JSTOR 2646525. doi:10.2307/2646525.
- Waley-Cohen, Joanna (2004). „The New Qing History”. Radical History Review. 88 (1): 193—206. doi:10.1215/01636545-2004-88-193.